# Vindullus angulatus
Vindullus angulatus là một loài nhện trong họ Sparassidae.
Loài này thuộc chi Vindullus. Vindullus angulatus được miêu tả năm 2008 bởi Rheims & Peter Jäger.